# Partito Radicale Transnazionale
Il Partito Radicale Nonviolento Transnazionale e Transpartito è un partito politico riconosciuto quale organizzazione non governativa con status consultivo generale di prima categoria presso l'ECOSOC dell'ONU.

Il partito si definisce come:
Nel congresso di Budapest del 1989 (sulla scia di quanto già era stato stabilito nel congresso di Bologna dell'anno precedente) il Partito Radicale decise di trasformarsi in un nuovo soggetto politico a vocazione transnazionale e transpartitica, cambiando il proprio nome, prima informalmente, in "Partito Radicale Transnazionale" e poi, nel 2011, statutariamente, in "Partito Radicale Nonviolento Transnazionale e Transpartito" (Nonviolent Radical Party Transnational and Transparty, in inglese).
Soggetti costituenti del Partito Radicale Transnazionale furono: l'Associazione Luca Coscioni, Nessuno Tocchi Caino, Non c'è pace senza giustizia, Associazione Radicale Certi Diritti, Anticlericale.net, Esperanto Radikala Asocio, la Lega Internazionale Antiproibizionista, i Radicali Italiani e l'Associazione Politica Nazionale Lista Marco Pannella. Il PRT mantenne uno stretto legame con queste associazioni fino alla scissione radicale del 2016 e al definitivo superamento della "galassia radicale" deciso dal XLI congresso.
Pur non presentando il proprio simbolo alle elezioni, molti suoi esponenti di spicco, in primis Marco Pannella, sono promotori di iniziative elettorali in stretta correlazione con le lotte civili promosse dal Partito, sfruttando così l'eco mediatica dei periodi elettorali. Nell'ambito del PR sono quindi nate iniziative come quelle delle liste referendarie e antiproibizioniste degli anni '90, quelle liberali-liberiste-libertarie dei Club Pannella e le successive Lista Marco Pannella, la Lista Pannella-Sgarbi, quelle della Lista Bonino, quella della Rosa nel Pugno e Amnistia Giustizia e Libertà. Gli iscritti e dirigenti del Partito hanno anche partecipato alla vita politica di molteplici altre organizzazioni politiche, sia di nuova concezione come ad esempio Verdi Arcobaleno, i Radicali di sinistra o +Europa (almeno per ciò che riguarda la componente dei Radicali Italiani), che di partiti tradizionali, come Partito Socialista Democratico Italiano, Partito Socialista Italiano e Partito Democratico.

## Storia

### La trasformazione del Partito Radicale in Partito Radicale Transnazionale
Nel gennaio 1988 il Consiglio Federale del Partito Radicale, riunito a Trieste, decide di trasformare lo storico movimento antiproibizionista in un'organizzazione radicale transnazionale e transpartitica, che nascerà l'anno seguente. Con questa decisione il Partito Radicale sceglie di non presentarsi più alle elezioni politiche italiane e al contempo apre le porte a iscritti di altri stati. Nel 1989 quindi il Partito Radicale acquisisce la denominazione di Partito Radicale Transnazionale.
La mozione politica del 1989 esplicita le caratteristiche che nei venti anni precedenti avevano connotato l’attività del Partito secondo una concezione propriamente "pannelliana": la non-violenza gandhiana come strumento di lotta politica, la transnazionalità della visione e la dimensione inclusiva del transpartitismo. Per rafforzare quest’ultima condizione, invece della «doppia tessera», il congresso a larga maggioranza decide che il Partito non si presenti più alle elezioni sottraendosi così alla competizione con gli altri partiti per stimolarne piuttosto la cooperazione. La realizzazione del nuovo simbolo in cui viene raffigurato il volto stilizzato di Gandhi composto dalle scritta "Partito radicale" in differenti grafismi e lingue inscritta in un ottagono è il "punto di non ritorno" nella trasformazione del Partito da strumento elettorale, intriso da connotazioni ideologiche di stampo liberale e socialista, in uno strumento di lotta politica completamente al servizio delle campagne adottate. La decisione provoca grande polemica all'interno del Partito. Una parte dei radicali storici abbandoneranno il Partito per continuare la propria attività in altri partiti o ritirarsi a vita privata. Molti radicali però s'impegnano ancora attivamente in politica, talvolta supportati anche dal Partito, cercando ospitalità nei partiti tradizionali o creando nuove liste elettorali spesso tematiche (ecologisti, antiproibizionisti, ecc.).
Lo Statuto adottato nel 1989 formalizza quella che è sempre stata una caratteristica dell'azione del Partito radicale fin dagli anni '60: il forte legame con organizzazioni autonome ma allo stesso tempo legate da comuni interessi. Sono così formati quelli che verranno chiamati "soggetti radicali" e che nel complesso formano un insieme di organizzazioni che verrà variamente identificato come "Galassia radicale". Un "soggetto radicale" era un gruppo di persone organizzato legalmente come associazione che porta avanti e sviluppa i temi fondativi del Partito radicale, di solito circoscrivendoli a un ambito tematico o geografico.
Lo statuto dell'89 sistematizza anche il concetto di Associazioni Radicali territoriali concepite, già dallo statuto del 1967, come l'alternativa alle "sezioni" di partito, introdotte in Italia dal Pci e dal Psi e imitate dagli altri partiti. Sono circa una cinquantina e sono sparse su tutto il territorio italiano.

### Il riconoscimento come organizzazione di primo livello all'ECOSOC dell'ONU
Il Partito vive un lungo periodo d'interesse nei confronti delle condizioni dello Stato di diritto e delle democrazie nel Mondo. Pur continuando a trarre le risorse economiche e la militanza nella realtà italiana, anche per la sua commistione con le forme politiche aggregate alle iniziative di derivazione radicale, prima tra tutte quelle di Marco Pannella, il Partito potenzia la sua attività transnazionale nei paesi dell'Est. A metà degli anni novanta il Partito fonda e usa il Sistema Telematico Multilingue, un software di connessione su cui viene sviluppata Agorà Telematica, che è una delle prime BBS in Italia a permettere connessioni contemporanee dai molti paesi nei quali il Partito apre punti di presenza o sedi.
Nel 1995, dopo un intenso lavoro istituzionale, il PartitoIl 20 giugno 1995 il Partito Radicale Transnazionale ottiene lo status di Organizzazione non governativa con stato consultivo di prima categoria presso l'ECOSOC delle Nazioni Unite. Diventa cioè una delle 42 organizzazioni internazionali che, al pari della Croce Rossa o di Amnesty International, hanno il diritto di formulare proposte formali in sede ONU e di prospettarle direttamente al segretario generale.
All'ONU il Partito porta avanti battaglie di alto profilo come la moratoria della pena di morte e la proposta della sua totale abolizione, l’antiproibizionismo contro le mafie mondiali, la giustizia giusta, la libertà di ricerca scientifica e la battaglia per l'abolizione delle mutilazioni genitali femminili.
Il Partito permette l'accesso alle riunioni dell'organismo mondiale dei popoli non rappresentati, come il Tibetani, gli Uiguri e i Montagnard, ed effettua un monitoraggio attivo dei conflitti contro i paesi dispotici, come nel caso dell'Ucraina contro la Russia o dà voce alla dissidenza contro i regimi totalitari come quello cubano o turco. Per queste sue attività e in particolare per la proposta di un piano di pace nel conflitto ceceno il Partito entrerà in rotta di collisione con la Russia, tanto da rischiare una procedura di sospensione e espulsione, da cui si difenderà con esito positivo.

### La «Peste Italiana» e il «Caso Italia»
A dispetto del loro successo le iniziative del Partito nonviolento transnazionale faticano in Italia a trovare spazio sulla stampa, che preferisce una rappresentazione del mondo radicale imperniata sui, talvolta inesistenti, conflitti interni tra le varie personalità del Partito. L'inadeguata rappresentazione delle iniziative radicali viene minuziosamente verificata attraverso la fondazione del Centro d’Ascolto dell’Informazione Radiotelevisiva, e produce numerose condanne e risarcimenti da parte della Televisione di Stato. Le iniziative del Partito sono confuse dalla stampa con quelle del leader storico Marco Pannella e delle sue vicissitudini elettorali. Ulteriore confusione viene dal fatto che a partire dagli anni 2000, piuttosto che rafforzare la sua espansione all'esterno dell'Italia, il Partito preferisce concentrarsi sul «caso Italia» come emblematico del decadimento di un sistema politico costituzionale in una «democrazia reale», ovvero in una democrazia nella forma, ma in cui nella sostanza le stesse istituzioni agiscono in contrasto con le leggi o la Costituzione. L'Italia rappresenta, secondo il Partito radicale, l'apogeo del «regime partitocratico» e come tale pronta a diffondere nel mondo «la peste» della «democrazia reale», come viene denunciato nelle sedi internazionali e con la raccolta di un «Libro Giallo de "La Peste Italiana" (Dopo la rovina del Ventennio fascista, il Sessantennio di metamorfosi del Male)».

### I primi anni 2000
Nel primo decennio del nuovo millennio il Partito entra in crisi per problemi di governance interna. Lo Statuto adottato nel 1993 disegna un'evoluzione molto ambiziosa basata su numerose associazioni tematiche e con organi che si rivelano sovradimensionati. Durante tutto il decennio il Partito supporta le associazioni radicali fornendo risorse economiche e mettendo a disposizione contatti, strumenti e relazioni perché queste svolgano al meglio le loro attività, questo comporta un cospicuo aumento di attività delle associazioni radicali e un contrazione di iniziative del Partito.
Dopo le dimissioni nel 2003 dell'ultimo segretario, l'uomo politico di origine belga Olivier Dupuis, dovute a sue gravi differenze politiche con Marco Pannella, leader carismatico di questa organizzazione, il Partito Radicale Transnazionale rallenta grandemente le proprie attività, lasciando ulteriore spazio alle organizzazioni della galassia radicale e alle attività elettorali nazionali. Nei primi anni 2000 erano organizzazioni tematiche affiliate al Partito radicale:
- Nessuno Tocchi Caino (Hands off Cain), associazione per l'abolizione della pena di morte nel mondo e per la lotta alla tortura;
- Esperanto Radikala Asocio, associazione per la diffusione e la promozione della lingua Esperanto;
- Lega Internazionale Antiproibizionista (International Antiprohibitionist League), per la legalizzazione delle droghe;
- Anticlericale.net, associazione per la promozione della laicità in Italia;
- Associazione Radicale Certi Diritti, associazione radicale d'iniziativa politica non violenta, giuridica e di studio per la promozione e la tutela dei diritti civili dei gay e dei transessuali.
- Radicali Italiani, partito politico liberale, liberista, libertario ed antiproibizionista;
- Non c'è pace senza giustizia (No peace without Justice), associazione al sostegno dello sviluppo della democrazia in Medio Oriente, per l'abbandono delle mutilazioni genitali femminili in Africa, per la ricostruzione istituzionale e democratica nei Balcani, e per la promozione della Corte penale internazionale.
- Associazione Luca Coscioni associazione per la libertà di ricerca scientifica, la libertà di cura e i diritti di malati e disabili.

Tra il luglio e l'agosto 2005 l'organizzazione viene posta sotto la direzione di un organismo statutario noto come "Senato", presieduto dallo stesso Marco Pannella, avente il compito di ripristinare la legalità statutaria e di indire entro quattro mesi un Consiglio Generale e quindi il 39º Congresso del Partito Radicale Transnazionale.
Il Consiglio generale straordinario del Partito radicale che si tiene a Bruxelles nei giorni 7-9 dicembre 2006 dà mandato al Senato del partito di convocare il "Congresso ordinario" del Partito radicale "entro la primavera 2007, in modo da ricostituirne a pieno la legalità e le capacità politica di operare"; la tenuta del congresso è subordinata al raggiungimento di almeno 5000 iscritti, 300 parlamentari non italiani e 100 italiani entro il febbraio 2007. Dal 2007 il nuovo nome ufficiale del movimento è "Partito Radicale Nonviolento Transnazionale Transpartito". Tra difficoltà economiche e di coordinamento si riuscirà a convocare il XXIX congresso solo nel 2011. Il congresso però non risolse i problemi organizzativi del partito, anzi se possibile li aggravò con l'elezione come segretario di un avvocato maliano Demba Traoré, che però abbandonò ben presto il Partito senza dimettersi, richiamato da responsabilità di governo nel suo paese.

### Il XL congresso e la scissione radicale
Dopo la morte del proprio leader carismatico Marco Pannella nel 2016, per la prima volta nella storia del partito gli iscritti stessi convocano un Congresso straordinario, per superare la lunga inazione dovuta all'assenza del Segretario.
Il XL Congresso, tenuto all'interno del carcere di Rebibbia, adotta con una schiacciante maggioranza (di oltre 2/3 dei votanti) una mozione "pannelliana" che riassume le tre più recenti lotte di Marco Pannella per il biennio 2017-2018: il proseguimento della battaglia sulla "Giustizia Giusta", in particolare per il mezzo della proposta di "Amnistia per la Repubblica", la promozione degli Stati Uniti d’Europa come strumento necessario al superamento dei localismi e dei nazionalismi che stanno spezzando il continente, ed infine l'introduzione all'interno della Dichiarazione dei Diritti dell’Uomo del fondamentale "Diritto alla Conoscenza" come base necessaria della transizione dei paesi verso veri Stati di Diritto.
Il congresso definisce inoltre, come condizione per il proseguimento delle attività del Partito, non solo il completo superamento del debito residuo ma anche l'obiettivo di raggiungere l'iscrizione di almeno 3000 iscritti nell'anno 2017 e nel 2018. In mancanza di queste condizioni il Congresso stabilisce che la Presidenza, senza altre formalità, debba chiudere il Partito.
La corrente dei Radicali Italiani, vicina alla storica leader Emma Bonino, non accetta però le decisioni del Congresso e annuncia l'intenzione di proseguire l'attività politica alleandosi con il Partito Democratico all'interno della coalizione di centro-sinistra: tale corrente viene espulsa dal Partito Radicale Transnazionale, con annesso divieto per i suoi membri di usare la storica sede di Via di Torre Argentina e di presenziare a Radio Radicale. Si determina quindi una scissione nel mondo radicale, con ripercussioni anche sul mondo associazionistico radicale (Nessuno tocchi Caino di Sergio d'Elia e l'Associazione Anticlericale rimangono con il PRT, Non c'è pace senza giustizia, l'Associazione Luca Coscioni e l'Associazione Certi Diritti con RI).

### Il XLI congresso e il superamento della Galassia radicale
Il 28 dicembre 2018 il Partito radicale fa sapere di aver abbondantemente superato l'obiettivo dei 3000 iscritti. Si apre quindi la fase congressuale con un primo congresso nazionale da tenere il 22-23-24 Febbraio 2019 dedicato al tema della vita di Radio Radicale messa in dubbio dalla cancellazione della convenzione per la trasmissione delle sedute parlamentari operato dal Governo. Il XLI congresso ordinario del partito è invece convocato per i giorni 5, 6 e 7 luglio 2019, ed elegge Maurizio Turco segretario e Irene Testa tesoriere. Con l'elezione, dopo tre anni, dei nuovi organi il Partito radicale rientra in una condizione di normalità e legalità statutaria.
Nella statuto votato dal XLI congresso, come ampiamente previsto, i "soggetti radicali" spariscono e questo stabilizza formalmente la chiusura dell'esperienza della cosiddetta "Galassia radicale".
In occasione delle elezioni europee del 2024 il Partito Radicale Transnazionale di Turco sostiene Forza Italia.

## L'attività elettorale transpartitica
Nonostante l'impossibilità di presentare il nome del Partito radicale a seguito delle decisioni del XXXIV Congresso, l'attività elettorale nazionale del movimento radicale non terminerà con la svolta transnazionale. Si pratica così una sorta di "doppio binario", in cui il Partito in quanto tale diviene sempre più un'organizzazione aperta e inclusiva che accoglie iscritti provenienti da tutti i partiti, gruppi o tradizioni politiche uniti nella realizzazione degli obiettivi comuni, e gli esponenti di punta del partito (solitamente riuniti attorno alle figure carismatiche di Marco Pannella ed Emma Bonino) affrontano di volta in volta il momento elettorale in modo organizzato per dare la maggiore visibilità alle battaglie del Partito stesso o presentando liste cosiddette di scopo o provando alleanze, talvolta molto ardite, con i grandi partiti organizzati sulla base di "contratti" di programma ben definiti (fa scalpore l'alleanza elettorale con Berlusconi e la Lega a metà degli anni '90, che però porterà in parlamento una pattuglia radicale ed Emma Bonino a ricoprire il ruolo di Commissario Europeo). Marco Pannella sarà quindi animatore della presenza organizzata dei radicali nelle elezioni con la presentazione di liste di scopo come quella degli Antiproibizionisti sulla droga (dal 1989 al 1992), della Lista Pannella (dal 1992 al 1999), della Lista Bonino (dal 1999 al 2009), della Lista Bonino Pannella (dal 2009 al 2013) e della Lista Amnistia Giustizia Libertà (nel 2013) tutte gestite dallo strumento, esterno al Partito radicale, denominato Associazione Lista Marco Pannella che acquisisce gli asset del Partito radicale (simboli, sede e quote di proprietà di Radio Radicale). Estranea invece al modus-operandi radicale, e foriera di ancora più veementi polemiche, fu invece la lista elettorale presentata dai responsabili dell'Associazione Radicali Italiani (Riccardo Magi e Marco Cappato con il sostegno esterno di Emma Bonino) alle amministrative 2016, denominata appunto "radicali", che rompeva quindi la tradizione di non utilizzare il nome "radicale" nel simbolo elettorale. La contestazione sulla lista "radicali" verteva soprattutto sul fatto che la decisione fu presa in modo autonomo dai presentatori e non condivisa con una parte importante del movimento radicale (quella che successivamente animerà la dirigenza del Partito radicale dopo il Congresso di Rebibbia). In verità il simbolo storico della Rosa nel Pugno era già stato usato (concesso dalla Lista Pannella) in precedenza dalla lista Rosa nel Pugno che già vedeva l'inserimento della parola "radicali".

### L'operatività transnazionale
Con la decisione del Congresso del 1988 il Partito radicale sceglie di non presentarsi più alle elezioni politiche italiane e incentiva le iscrizioni provenienti dall'estero. La dirigenza del nuovo Partito radicale sottolinea questa transizione usando comunemente (sebbene non formalmente) la denominazione di Partito Radicale Transnazionale. Il partito incentiva le attività estere aprendo piccole sedi operative all'estero, specialmente nelle capitali dell'Est Europa, i Congressi e i Consigli Federali sono tenuti spesso in località estere. Il 20 giugno 1995 il Partito radicale ottiene lo status di "Organizzazione non governativa di primo livello" all'interno dell'Ecosoc delle Nazioni Unite. Diventa cioè una delle 42 organizzazioni internazionali che, al pari della Croce Rossa o di Amnesty International, hanno il diritto di formulare proposte formali in sede ONU e di prospettarle direttamente al segretario generale. L'adesione viene osteggiata dal governo vietnamita, che contesterà questa decisione a causa del sostegno del Partito radicale alla minoranza Montagnard. Il Partito diviene così anche lo strumento per la presentazione di istanze da parte delle minoranze non rappresentate presso l'ONU. La nuova fase del partito si presenta come ricca di attività internazionali, ma viene bruscamente interrotta nel 2003 con le dimissioni del segretario Olivier Dupuis.

## Campagne storiche
Le campagne politiche portate avanti dal Partito radicale sono numerose e riguardano principalmente la diffusione e la promozione dei diritti umani e politici nel mondo.

### Pena di morte

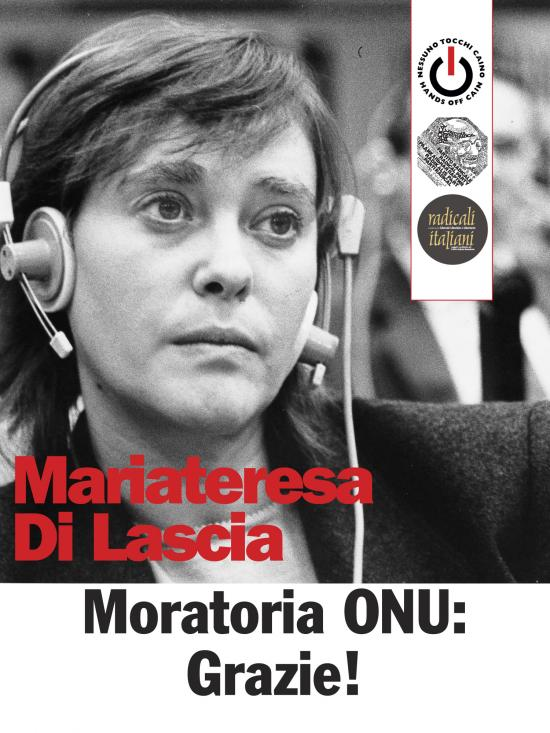
Immagine commemorativa della vittoria per la moratoria universale sulla pena di morte, raffigurante Mariateresa Di Lascia, fondatrice di Nessuno Tocchi Caino

Tra le iniziative più importanti e di maggior successo, vi è sicuramente la battaglia per la moratoria universale della pena di morte, portata avanti principalmente da Sergio D'Elia e l'associazione Nessuno Tocchi Caino, che ha portato il 18 dicembre 2007 alla storica risoluzione dell'ONU per una sospensione internazionale delle pene capitali.

### Antiproibizionismo

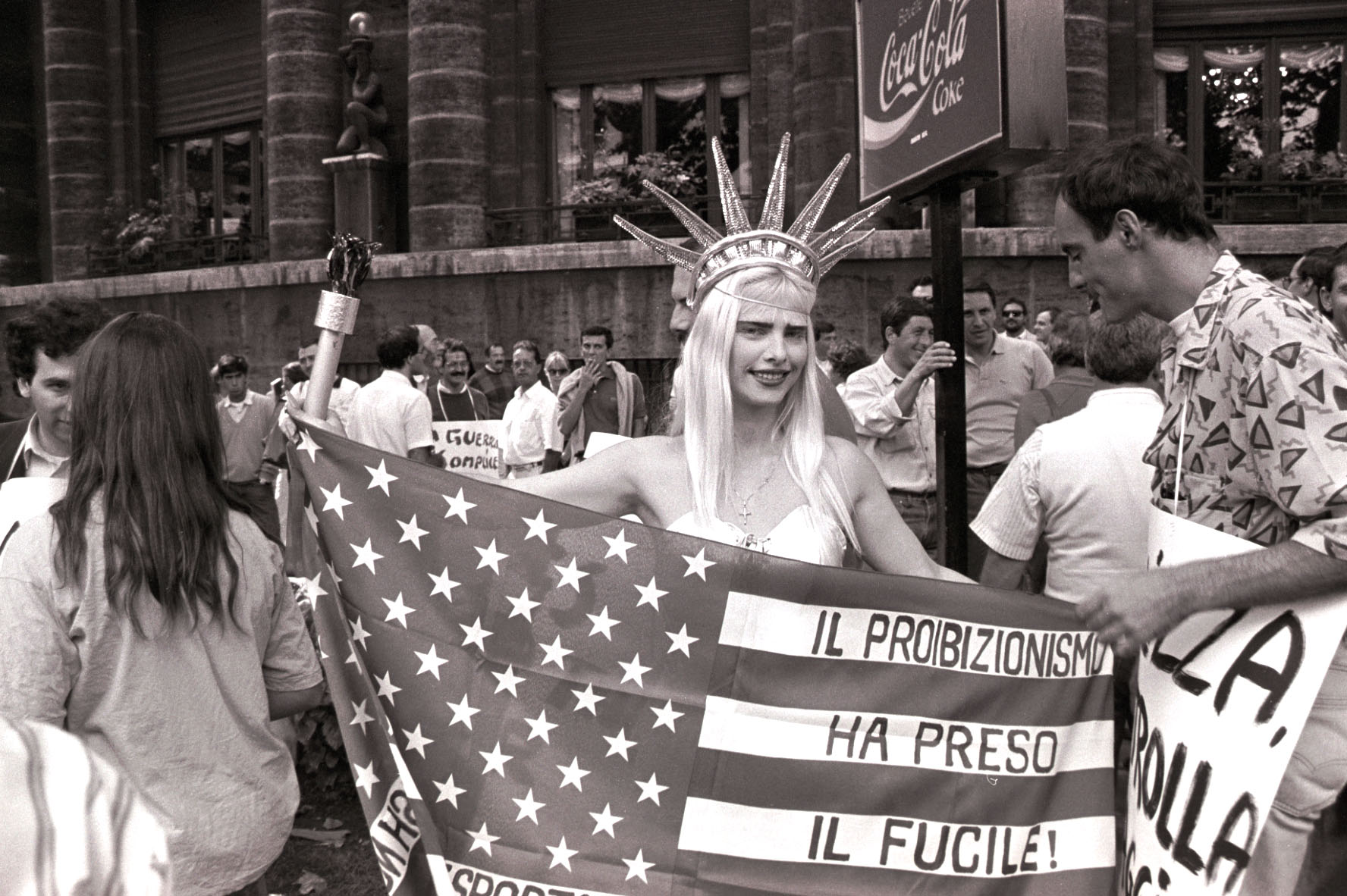
Ilona Staller alla manifestazione antiproibizionista del Partito Radicale, Roma 1989

Sin dalla sua fondazione, il Partito radicale ha sostenuto iniziative e proposte antiproibizioniste per la legalizzazione delle droghe leggere e per l'arginazione della diffusione delle droghe pesanti, ad esempio attraverso la somministrazione controllata d'eroina tramite le narcosale.
In particolare, nel 2007, su iniziativa dell'allora deputato europeo Marco Cappato (Lista Emma Bonino), il Partito radicale ha ottenuto l'approvazione da parte della Commissione Esteri del Parlamento europeo alla proposta di spingere la conversione di parte delle coltivazioni di papavero in Afghanistan in campi per la produzione di analgesici legali a base di oppio.

### Libertà di cura e di ricerca scientifica
Dal 2001, in seguito all'avvicinamento al partito di Luca Coscioni, ex professore di economia ambientale di Orvieto, malato di sclerosi laterale amiotrofica, il movimento radicale pone al centro della propria agenda politica il tema della libertà di cura e della libertà di ricerca scientifica, proiettando in questo modo con gran forza la scena politica verso nuovi temi moderni di bioetica e laicità.
Il Partito radicale affianca così l'Associazione Luca Coscioni nell'organizzazione e nella promozione del Congresso Mondiale per la libertà di ricerca scientifica, tenuto per la prima volta a Roma nel febbraio 2006 e successivamente a Bruxelles nel marzo 2009.

### Mutilazioni genitali femminili
Una campagna per l'abbandono delle mutilazioni genitali femminili è stata lanciata negli anni novanta dalla leader politica Emma Bonino, che, a fianco dell'organizzazione Non c'è pace senza giustizia e del Partito radicale, ha organizzato eventi, iniziative, conferenza e meeting su questo argomento con politici europei ed africani.

### Difesa delle minoranze etniche
Da molti anni i Radicali hanno promosso iniziative e manifestazioni in solidarietà e in appoggio di minoranze etniche oppresse, in particolare verso:
- i Tibetani (minoranza nella regione del Tibet, all'interno della Cina)
- gli Uiguri (minoranza cinese musulmana del Turkestan Orientale, in cinese Xinjiang)
- i Montagnard Degar (minoranza vietnamita cristiana)
- i Ceceni (minoranza musulmana nella Cecenia, regione della Federazione Russa)[53]

### Laicità
Il Partito radicale si batte, sia in appoggio delle minoranze etniche appena citate sia a livello europeo, per la libertà religiosa di tutti i popoli, condizione raggiungibile secondo i Radicali solo attraverso una forte connotazione di laicità della società civile.
Questa visione ha quindi portato i Radicali a battersi nel contesto italiano per l'abolizione del concordato tra Stato italiano e Vaticano, contro l'impunità di cui godono i membri della Chiesa cattolica di fronte a reati di pedofilia e violenza sessuale, ed in generale contro i privilegi della Chiesa cattolica in Italia (come l'8 per mille), e nel contesto internazionale in appoggio e solidarietà verso le minoranze religiose oppresse nel mondo.

### Allargamento dell'Unione Europea
Una delle iniziative internazionali del Partito radicale più conosciute a livello europeo è quella per l'allargamento dell'Unione europea verso l'Europa orientale, ma soprattutto per l'inclusione di Turchia, Israele e Marocco.

### Stati Uniti d'Europa
Il PRT ha sempre sostenuto la creazione di un'Europa Federale, comunitaria, ambientalista e multiculturale, simile agli USA, tanto da far prendere l'ipotetica denominazione "Stati Uniti d'Europa".

### Diritti civili
Le iniziative seguenti sono state condivise con i Radicali Italiani, tra cui spiccano il ritorno della battaglia antiproibizionista, l'eutanasia con la battaglia di Piergiorgio Welby, il divorzio breve con la Lega Italiana Divorzio Breve, la moratoria della pena di morte, le iniziative di finanziamento, l'amnistia e le carceri.
I radicali sono favorevoli al libero mercato e alla libera impresa con influenze socialdemocratiche, non disdegnando un sistema di welfare che sia universalistico ma leggero, da garantire con una bassa e progressiva tassazione.
Hanno una visione liberale e garantista della giustizia, appoggiando la responsabilità civile dei magistrati, la separazione delle carriere dei magistrati, la riforma in direzione uninominale del Consiglio Superiore della Magistratura, la limitazione del carcere e della custodia cautelare, l'abolizione dell'obbligatorietà dell'azione penale e l'abolizione dei cosiddetti "reati di opinione". I Radicali sostengono inoltre una grande riforma carceraria, che parta dall'amnistia, e si battono per una progressiva depenalizzazione di diversi reati e contro gli abusi giuridici e di autorità.
Sono contrari alla pena di morte, all'ergastolo e all'articolo 41 bis e si battono per il fine rieducativo delle pene e per la loro umanità, in accordo con l'articolo 27 della Costituzione della Repubblica Italiana.
I radicali sono favorevoli al riconoscimento dei "diritti civili" di coppie conviventi, comprese coppie omosessuali, attraverso l'istituzione di accordi sul modello dei Pacs, al "matrimonio" civile tra persone dello stesso sesso ("matrimonio omosessuale"), alle adozioni anche per i single e al divorzio breve.
Nel campo della bioetica sostengono l'uso delle cellule staminali anche embrionali per fini di ricerca e terapia, il testamento biologico col diritto all'eutanasia, il diritto all'aborto, l'accesso ai contraccettivi e l'adozione di leggi permissive nel campo della fecondazione in vitro.
Sono inoltre favorevoli alla legalizzazione della prostituzione e delle cosiddette "droghe leggere". La legalizzazione delle cosiddette "droghe leggere" si prefigge di privare il narcotraffico di una fonte di guadagno, di garantire il rispetto di "inalienabili diritti e libertà" del cittadino e di "ridurre il danno e il rischio" associato al consumo di tali sostanze (per esempio, regolamentandone la vendita allo scopo di ridurre la probabilità che i minorenni ne facciano uso). Allo stesso tempo, i radicali si propongono di arginare la diffusione delle "droghe pesanti", attraverso le politiche di "riduzione del danno", quali ad esempio la somministrazione controllata di eroina in apposite strutture per i tossicodipendenti che rinunciano a disintossicarsi con il metadone e la distribuzione gratuita di siringhe monouso. Tali strutture (narcosale) sarebbero gestite da personale medico e infermieristico.
I radicali propongono inoltre l'assistenza sanitaria universale (cioè garantita a tutti i residenti), finanziata dalla fiscalità generale, con libertà di scelta tra il servizio sanitario o, in alternativa, un'assicurazione (privata, pubblica, professionale) che garantisca la copertura almeno di livelli minimi di assistenza definiti dallo Stato.
Oltre a ciò, propongono il diritto di voto agli immigrati regolari e la cittadinanza in breve tempo.

## Le campagne in corso (2019-oggi)
La mozione politica del XLI Congresso fissa quindi le linee su cui il Partito radicale intende impegnarsi nel quinquennio 2019-2024 e su questo impegna la dirigenza eletta composta dal Segretario Maurizio Turco, dalla tesoriere Irene Testa e dalla Presidenza d'Onore composta da: Laura Arconti, storica militante radicale; Abdelbasset Ben Hassan, presidente dell'Istituto arabo per i diritti umani (Tunisia); l'Ambasciatore Giulio Terzi di Sant'Agata, già Ministro degli Esteri; Sam Rainsy, leader dell'opposizione democratica in esilio della Cambogia, già Ministro delle Finanze.

### Contro lo sterminio per fame nel mondo
Rilanciare il Manifesto-Appello dei Premi Nobel contro lo sterminio per fame nel mondo e promuovere e coordinare un’azione capace di coinvolgere, quali interlocutori, soggetti istituzionali, politici, sociali, religiosi, in una lotta per lo sviluppo impedito dalle speculazioni finanziarie nel mercato dei beni alimentari, dalla concentrazione delle imprese nel settore agro-alimentare, dall'accaparramento delle terre. È la riproposizione della battaglia sostenuta all'inizio degli anni '80 da Marco Pannella.

### Riconoscimento del diritto umano e civile alla conoscenza
Rafforzare la campagna per il riconoscimento del diritto umano e civile alla conoscenza da parte dell'Assemblea Generale delle Nazioni Unite, conditio sine qua non per l'affermazione dello Stato di diritto democratico federalista laico, con la promozione di tutte le iniziative necessarie a tutti i livelli a partire dall’adozione di risoluzioni da parte del Parlamento europeo e dell'Assemblea Parlamentare del Consiglio d'Europa. Ciò è in continuità con la precedente mozione e con le attività svolte dal Global Committee for the Rule of Law.

### Stati Uniti d'Europa
Proseguire, chiamando a raccolta tutte le forze autenticamente federaliste, la lotta per gli Stati Uniti d’Europa, unica alternativa sia all’assetto intergovernativo dell’Unione europea che ai nazionalismi politici ed ai protezionismi economici.

### Ripristino dello Stato di diritto in Italia
Elaborare un documento di analisi e proposte di riforma per ripristinare valori e regole da Stato di diritto in Italia, in settori cruciali per la vita democratica, come quelli dell'informazione e dei sistemi elettorali, della amministrazione della giustizia e del carcere, e della lotta alla criminalità, che verrà sottoposta alla discussione del Congresso degli iscritti italiani del Partito Radicale.

## Struttura

### Segretari
- Sergio Stanzani (1988-1993)[60]
- Emma Bonino (1993-1995)[61]
- Olivier Dupuis (1995-2003)[62]
- Demba Traoré (2011-2016)[63]
- coordinamento - Rita Bernardini, Antonella Casu, Sergio D'Elia, Maurizio Turco (2016-2018)
- Maurizio Turco (2019-oggi)

### Presidenti
- Sergio Stanzani (2011-2013)
- Laura Arconti, Abdelbasset Ben Hassan, Giulio Maria Terzi di Sant'Agata, Sam Rainsy (2019-2023)
- Micheal Giffoni, Gaia Tortora, Ettore Cannavera (2023-oggi)

### Consiglio generale
Il XLI Congresso ha eletto al Consiglio Generale i primi 25 dei 75 membri:
Rita Bernardini, Sergio D'Elia, Valter Vecellio, Carla Rossi, Giuseppe Rossodivita, Marco Beltrandi, Deborah Cianfanelli, Mariano Giustino, Ettore Cannavera, Giampaolo Catanzariti e Athos De Luca (per la lista "Alzare tutte le bandiere"), Maurizio Turco, Laura Arconti, Elisabetta Zamparutti, Maria Antonietta Farina Coscioni, Matteo Angioli, Makarar Thai, Roberto Deriu, Irene Testa, Antonio Cerrone poiché Turco e Testa sono stati eletti rispettivamente Segretario e Tesoriere dovrebbero subentrare Laura Harth e Antonella Casu (per la lista "Rilanciare tutte le lotte"), Michele Capano, Giuseppe Candido, Ilari Valbonesi, Giulia Simi e Gianni Rubagotti (per la lista "Bandiere Radicali per il Consiglio Generale del Partito Radicale").
Il IX Congresso italiano del Partito Radicale ha eletto nel Consiglio Generale venticinque membri con scadenza all'anno successivo: Mario Barbaro, Guido Biancardi, Maurizio Bolognetti, Anna Briganti, Marco Cerrone, Gianmarco Ciccarelli, Leda Colamartino, Donatella Corleo, Marco Costantini, Silvia De Pasquale, Federico Fischer, Angela Furlan, Ivan Innocenti, Bruno Lago, Monica Mischiatti, Francesco Pasquariello, Carlo Pontesilli, Angelica Russomando, Sergio Rovasio, Gino Ruggeri, Diego Sabatinelli, Ilaria Saltarelli, Emiliano Silvestri, Maria Laura Turco, Giovanni Zezza.
Il 30 maggio 2020 il Segretario, di concerto con la Tesoriera, nomina i mancanti venticinque membri che vanno a completare il plenum: Chiara Ardito, Ernesto Caccavale, Carlo Carletti, Angelo Chiavarini, Andrea Consonni, Stefania Craxi, Francesco De Leo, Franco Debenedetti, Fabrizio Fabi, Franco Fucilli, André Gattolin, Marco Gentili, Roberto Giachetti, Sandro Gozi, Mario Landolfi, Vito Laruccia, Luca Leone, Simona Malpezzi, Guido Mesiti, Luca Ponchiroli, Roberto Rampi, Michele Rana, Niccolò Rinaldi, Carlo Romeo, Enrico Sbriglia.

## Congressi transnazionali
- XXXV Congresso - Budapest, 22-26 aprile 1989
- XXXVI Congresso - Roma, 29 febbraio-3 marzo 1992; 4-7 febbraio 1993
- XXXVII Congresso - Roma, 7-8 aprile 1995 (mozione)
- XXXVIII Congresso - Ginevra, 4-7 aprile 2002 (mozione); Tirana, 31 ottobre-3 novembre 2002
- XXXIX Congresso - Chianciano, 17-20 febbraio 2011 (mozione)
- XL Congresso - Roma (Carcere di Rebibbia), 1-3 settembre 2016 (mozione)
- XLI Congresso - Roma, 5-6-7 luglio 2019